# Дорожка (рыбная ловля)

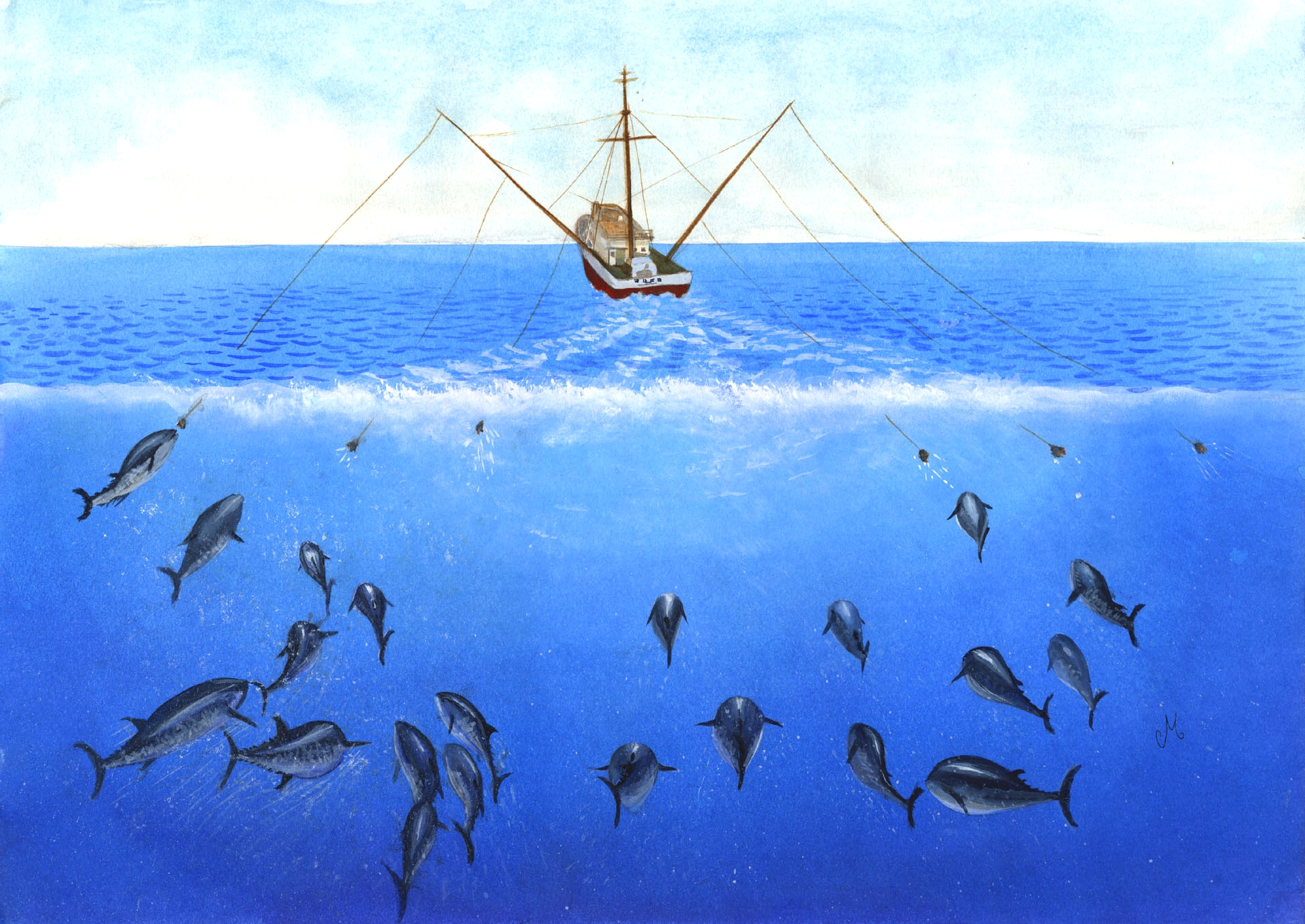
Троллинг.

Дорожка — удочка, блесна, рыболовная снасть и способ ловли рыбы. 
Дорожка, дорога, большая уда, жерлица или блесна одна из самых простых и распространённых снастей, используется обычно при ловле по пути на основное место рыбалки, но может использоваться как и основной способ ловли. Используется для ловли только хищных рыб, в основном щуки. Дорожка, как способ ловли, является разновидностью троллинга. Ловить рыбу дорожкою, становою удою — Доро́жить.

## История
На древних египетских памятниках находится множество иероглифических изображений различной ловли рыб – удочкой, копьём, сетью и тому подобное, в реках, озерах и прудах.
В конце XIX столетия, на Руси (в России), была уда́ закидная, животна́я (на рыбку) или блесна́, с оловянною рыбкою вместо наживы, с крючком или с удочкою, для ловли щук, белорыбицы, окуней. Также в России блесна называлась Облитня. У рыбаков, доро́га, большая уда, особенно с блесной, для ловли щук, окуней; ставилась на ночь; закидная, замётная, становая уда, жерлица, но эта с наживою. Употребляемая русскими рыболовами «Дорожка», состояла из продолговатой блестящей металлической пластинки, несколько изогнутой, к концу которой был припаян обыкновенный крючок и привязан лоскуток красного сукна. Способ лова рыбы волочением блестящей блесны на длинной бичеве сзади лодки или судна, когда рыба принимает «играющую» блесну за наживу и хватает её был описан и у Олеария, в 1636 году, при его путешествии по Волге. Рыбная ловля на дорожку производилась в августе и сентябре.

## Снасть
Снасть проста, и состоит из мотовила, на которое наматывается леска или шнур, металлический поводок, для предотвращения перекуса лески хищной рыбой, перед поводком может вставляться груз и затем собственно дорожка (блесна) или мертвая рыба на снасточках. Из-за своей простоты снасть широко распространена и известна почти каждому рыбаку.

## Способ ловли
Одно из первых описаний дорожки сделано Л. П. Сабанеевым, как один из способов ловли на Урале и Волге. Изначально вместо лески использовались волосяные шнуры, затем шёлковые и «сатурновские» шнуры. Существенное развитие способ ловли получил после появления и широкого распространения спиннингов. Совмещение такого удилища и старой снасти позволило разнообразить варианты ловли — забрасывание с помощью спиннинга или медленное стравливание блесны с движущейся лодки.
Обычно на дорожку ловят по пути на основное место ловли, но может применяться и как основной вид ловли. Обычно на дорожку ловят на вёсельной лодке (сейчас и на лодке с электрическим мотором) вдвоём, но может ловить и один человек. При ловле в одиночку блесна на ходу выбрасывается за борт и отпускается около 40—50 метров лески. Чем дальше отпускается дорожка от лодки — тем лучше, так как лодка отпугивает рыбу. Леску перебрасывают за ухо и держат в зубах мотовило. Когда рыба хватает блесну, она сдёргивает леску с уха и может вырвать мотовило из зубов рыболова. Поэтому иногда делают специальное приспособление, — палочку, закреплённую на лодке, в которой и располагается часть лески, сдёргиваемой рыбой при поклёвке.
Ловля на дорожку проста, как мычание: спиннинговое удилище, катушка, блесна, - и катайся по всему водоёму.— Юрий Николаев

## Блесна

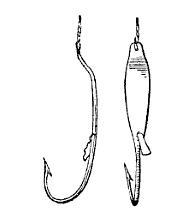
Дорожка.

Как блесна дорожка существенно отличается от других блёсен. Изначально это была железная или медная пластина 9—22 сантиметра длиной, с небольшим выгибом на переднем конце, на котором просверливалось отверстие для крепления, а на другом конце припаивался крючок и крепился кусочек красной ткани. Несмотря на простоту, точность изготовления дорожки, местоположение центра тяжести и другие нюансы существенно влияют на поведение блесны и могут сделать её малопривлекательной для хищной рыбы. Качественно изготовленная дорожка в XIX веке могла стоить до рубля и более. Уже в XIX веке на западе и в России вместо дорожки могла применяться любая блесна. В Европе, по описанию Л. П. Сабанеева, дорожка как снасть была тоже широко известна, и пользовалась даже большей популярностью, чем в России, но в качестве приманки использовались блёсны различной конструкции (колебательные, крутящиеся, оснащённые архимедовым винтом и пр.).